# Ámor
Az Ámor latin eredetű férfinév, mely a római mitológiában a szerelem istenének a neve.

## Gyakorisága
Az 1990-es években szórványosan fordult elő, a 2000-es években nem szerepel a 100 leggyakoribb férfinév között.

## Névnapok
ajánlott névnap
- február 6.[2]

## Híres Ámorok
„Ámor” utónevű személyek szócikkeinek listája a Wikidata alapján